# Liste des conseillers régionaux du Morbihan
Le département français du Morbihan compte actuellement 18 conseillers régionaux sur les 83 élus qui composent le conseil régional de Bretagne.

## Évolution du nombre de conseillers régionaux élus
Actuellement, le nombre de conseillers régionaux élus dans le Morbihan est fixé à 18, soit un de moins que lors de la précédente mandature.
| 1986-1992 | 1992-1998 | 1998-2004 | 2004-2010 | 2010-2015 | 2015-2021 | 2021-2028 |
| --------- | --------- | --------- | --------- | --------- | --------- | --------- |
| 18        | 18        | 18        | 18        | 19        | 19        | 18        |

## Listes par mandature

### 2021-2028
Le Morbihan compte 18 conseillers régionaux sur les 83 élus composant l'assemblée du conseil régional de Bretagne issue des élections des 20 et 27 juin 2021.
|                     | Anne Gallo-Kerleau *       | DVG    | 01 | Bretagne démocrate sociale et écologiste                   | Maire de Saint-Avé                                    |
|                     | Paul Molac                 | DVG    | 02 | Autonomie et régionalisme                                  | Député du Morbihan                                    |
|                     | Gaëlle Le Stradic *        | PS     | 03 | Bretagne démocrate sociale et écologiste                   | Ancienne conseillère départementale de Lorient-2      |
|                     | Benjamin Flohic            | ECO    | 04 | Bretagne ma vie                                            | —                                                     |
|                     | Élisabeth Jouneaux-Pédrono | PS     | 05 | Bretagne démocrate sociale et écologiste                   | Ancienne conseillère municipale de Pontivy            |
|                     | Pierre Pouliquen *         | DVG    | 06 | Bretagne démocrate sociale et écologiste                   | Ancien conseiller municipal du Faouët                 |
|                     | Delphine Alexandre *       | PCF    | 07 | Communistes et progressistes                               | Conseillère municipale de Lorient                     |
|                     | Simon Uzenat               | PS     | 08 | Bretagne démocrate sociale et écologiste                   | Sénateur du Morbihan                                  |
|                     | Kaourintine Hulaud *       | DVG    | 09 | Autonomie et régionalisme                                  | Ancienne conseillère municipale d'Auray               |
|                     | Patrick Le Diffon          | LR     | 01 | Hissons haut la Bretagne - Droite, centre et régionalistes | Maire de Ploërmel                                     |
|                     | Aurélie Martorell          | DVD    | 02 | Hissons haut la Bretagne - Droite, centre et régionalistes | Conseillère municipale de Lorient                     |
|                     | Fabien Le Guernevé         | LR     | 03 | Hissons haut la Bretagne - Droite, centre et régionalistes | 1er adjoint au maire de Vannes                        |
|                     | Gaël Briand                | UDB    | 01 | Breizh a-gleiz - Autonomie, écologie, territoires          | Conseiller municipal de Lorient                       |
|                     | Aziliz Gouez               | EB     | 02 | Breizh a-gleiz - Autonomie, écologie, territoires          | Conseillère municipale de Nantes                      |
|                     | Anne Le Hénanff            | HOR    | 01 | Nous la Bretagne - Ni Breizhiz                             | Députée du Morbihan, conseillère municipale de Vannes |
|                     | Yves Bleunven              | DVD    | 02 | Nous la Bretagne - Ni Breizhiz                             | Sénateur du Morbihan, ancien maire de Grand-Champ     |
|                     | Armelle Nicolas            | DVD    | 03 | Nous la Bretagne - Ni Breizhiz                             | Maire d'Inzinzac-Lochrist                             |
|                     | Raymond Le Brazidec        | RE-TdP | 04 | Bretagne centre gauche                                     | Ancien conseiller municipal de Saint-Jean- Brévelay   |
|                     | Florent de Kersauson       | RN     | 01 | Rassemblement national                                     | —                                                     |
|                     | Aurélie Le Goff            | RN     | 02 | Rassemblement national                                     | —                                                     |
| * Vice-président(e) |                            |        |    |                                                            |                                                       |

### 2015-2021
|                     | Jean-Yves Le Drian,        | PS puis LREM-TdP | 01 | Alliance progressiste des socialistes et démocrates de Bretagne | Ministre de l’Europe et des affaires étrangères |
|                     | Anne Gallo *               | DVG              | 02 | Alliance progressiste des socialistes et démocrates de Bretagne | Maire de Saint-Avé                              |
|                     | Paul Molac                 | Rég.             | 03 | Régionalistes                                                   | Député du Morbihan                              |
|                     | Gaël Le Saout              | PS               | 04 | Alliance progressiste des socialistes et démocrates de Bretagne | Conseillère municipale de Lorient               |
|                     | Jean-Michel Le Boulanger * | PS               | 05 | Alliance progressiste des socialistes et démocrates de Bretagne | —                                               |
|                     | Kaourintine Hulaud         | DVG              | 06 | Alliance progressiste des socialistes et démocrates de Bretagne | Conseillère municipale d'Auray                  |
|                     | Pierre Pouliquen *         | PS               | 07 | Alliance progressiste des socialistes et démocrates de Bretagne | Conseiller municipal du Faouet                  |
|                     | Nicole Le Peih             | PS puis LREM     | 08 | Bremañ - Bretagne en marche                                     | Députée du Morbihan, adjointe au maire de Baud  |
|                     | Maxime Picard              | PS               | 09 | Alliance progressiste des socialistes et démocrates de Bretagne | Conseiller municipal de Questembert             |
|                     | Anne Troalen               | PS               | 10 | Alliance progressiste des socialistes et démocrates de Bretagne | —                                               |
|                     | Raymond Le Brazidec        | DVG puis LREM    | 11 | Bremañ - Bretagne en marche                                     | Adjoint au maire de Saint-Jean-Brévelay         |
|                     | Élisabeth Jouneaux-Pedrono | PS               | 12 | Alliance progressiste des socialistes et démocrates de Bretagne | Conseillère municipale de Pontivy               |
|                     | David Robo                 | LR puis DVD      | 01 | Droite, centre et régionalistes                                 | Maire de Vannes                                 |
|                     | Christine Le Strat         | MoDem            | 02 | Droite, centre et régionalistes                                 | Maire de Pontivy                                |
|                     | Patrick Le Diffon          | LR               | 03 | Droite, centre et régionalistes                                 | Maire de Ploërmel                               |
|                     | Anne-Maud Goujon           | LR               | 04 | Droite, centre et régionalistes                                 | Adjointe au maire de Guidel                     |
|                     | Bertrand Iragne            | FN-RN puis LP    | 01 | Non-inscrit                                                     | Conseiller municipal de Vannes                  |
|                     | Agnès Richard              | FN-RN            | 02 | Rassemblement national                                          | —                                               |
|                     | Christian Lechevalier      | FN-RN            | 03 | Rassemblement national                                          | —                                               |
| * Vice-président(e) |                            |                  |    |                                                                 |                                                 |

### 2010-2015
|                     | Jean-Yves Le Drian,        | PS           | 01 | -                          | Ministre de la Défense (à partir de 2012)                               |
|                     | Béatrice Le Marre          | PS           | 02 | -                          | Maire de Ploërmel (jusqu'en 2014)                                       |
|                     | Jean-Pierre Le Roch        | PS           | 03 | -                          | Député du Morbihan (à partir de 2012), maire de Pontivy (jusqu'en 2012) |
|                     | Anne Camus                 | BÉ           | 04 | -                          | Conseillère municipale de Vannes                                        |
|                     | Daniel Gilles *            | PCF puis DVG | 05 | Communiste et progressiste | Adjoint au maire de Lorient (jusqu'en 2014)                             |
|                     | Kaourintine Hulaud         | DVG          | 06 | -                          | Adjointe au maire d'Auray                                               |
|                     | Pierre Pouliquen           | PS           | 07 | -                          | Conseiller municipal du Faouet                                          |
|                     | Sophie Lemoine             | PCF          | 08 | Communiste et progressiste | Ancienne adjointe au maire de Port-Louis                                |
|                     | Gildas Dréan               | PS           | 09 | -                          | Ancien conseiller municipal de Vannes                                   |
|                     | Monique Danion             | PS           | 10 | -                          | Maire de La Vraie-Croix                                                 |
|                     | Jean-Michel Le Boulanger * | DVG          | 11 | -                          | —                                                                       |
|                     | Anne Troalen               | PS           | 12 | -                          | —                                                                       |
|                     | David Le Solliec           | UMP          | 01 | UMP-NC                     | Maire de Gourin                                                         |
|                     | Françoise Evanno           | UMP          | 02 | UMP-NC                     | 1re adjointe au maire de Pluvigner                                      |
|                     | François Guéant            | UMP          | 03 | UMP-NC                     | —                                                                       |
|                     | Teaki Dupont-Cochard       | UMP          | 04 | UMP-NC                     | 1re adjointe au maire de Ploemeur (à partir de 2014)                    |
|                     | Gilles Dufeigneux          | AC           | 05 | UMP-NC                     | Conseiller municipal de Vannes                                          |
|                     | Anne-Marie Boudou          | EÉ           | 01 | EÉLV-UDB                   | Adjointe au maire d'Auray (jusqu'en 2012)                               |
|                     | Christian Guyonvarc'h      | UDB          | 02 | EÉLV-UDB                   | Ancien adjoint au maire de Lorient                                      |
| * Vice-président(e) |                            |              |    |                            |                                                                         |

### 2004-2010
|                     | Jean-Yves Le Drian      | PS  | 01 | -         | Député du Morbihan                               |
|                     | Odette Herviaux *       | PS  | 02 | -         | Sénatrice du Morbihan, maire de La Croix-Helléan |
|                     | Daniel Gilles *         | PCF | 03 | -         | Adjoint au maire de Lorient                      |
|                     | Monique Danion          | PS  | 04 | -         | Maire de La Vraie-Croix                          |
|                     | Christian Guyonvarc'h * | UDB | 05 | -         | Adjoint au maire de Lorient                      |
|                     | Haude Le Guen           | LV  | 06 | -         | —                                                |
|                     | Jean-Pierre Le Roch     | PS  | 07 | -         | Maire de Pontivy                                 |
|                     | Sophie Lemoine          | PCF | 08 | -         | Adjointe au maire de Port-Louis (jusqu'en 2008)  |
|                     | Gildas Dréan            | PS  | 09 | -         | Conseiller municipal de Vannes (jusqu'en 2008)   |
|                     | Kaourintine Hulaud      | DVG | 10 | -         | —                                                |
|                     | Jean-Pierre Mousset     | PRG | 11 | -         | Conseiller municipal de Vannes                   |
|                     | Marie Chevalier         | PS  | 12 | -         | —                                                |
|                     | Josselin de Rohan       | UMP | 01 | -         | Sénateur du Morbihan                             |
|                     | Marie-Christine Le Ray  | DVD | 02 | -         | —                                                |
|                     | Fabrice Loher           | UDF | 03 | UDF-MoDem | Conseiller municipal de Lorient                  |
|                     | Annick Guillou-Moinard  | UMP | 04 | -         | Conseillère générale de Vannes-Centre            |
|                     | David Le Solliec        | UMP | 05 | -         | Maire de Gourin                                  |
|                     | Maryannick Guiguen      | UMP | 06 | -         | Maire de Saint-Caradec-Trégomel                  |
| * Vice-président(e) |                         |     |    |           |                                                  |

### 1998-2004
|                     | Josselin de Rohan                  | RPR         | 01 | - | Sénateur du Morbihan, maire de Josselin (jusqu'en 2001)                                                                        |
|                     | Joseph Kergueris                   | UDF         | 02 | - | Sénateur du Morbihan (à partir de 2001), conseiller général de Pluvigner et maire de Landévant                                 |
|                     | Paul Anselin *                     | UDF         | 03 | - | Conseiller général (jusqu'en 2001) et maire de Ploërmel                                                                        |
|                     | Dominique Yvon *                   | RPR         | 04 | - | Conseiller général et maire de Groix (jusqu'en 2001)                                                                           |
|                     | Annick Guillou-Moinard             | UDF         | 05 | - | Conseillère générale de Vannes-Centre, adjointe au maire de Vannes (jusqu'en 2001)                                             |
|                     | Maryannick Guiguen                 | DL          | 06 | - | Maire de Saint-Caradec-Trégomel                                                                                                |
|                     | Olivier Buquen                     | DL          | 07 | - | Ancien maire de Carnac |
|                     | Marc Kerrien                       | RPR         | 08 | - | 1er adjoint au maire de Noyal-Pontivy                                                                                          |
|                     | Jean-Yves Le Drian                 | PS          | 01 | - | Député du Morbihan, conseiller municipal de Lorient                                                                            |
|                     | Daniel Kerjean                     | PCF         | 12 | - | Ancien conseiller municipal de Cléguérec Remplace Jean-Yves Le Drian, démissionnaire, à partir de juillet 2002                 |
|                     | Odette Herviaux                    | PS          | 02 | - | Sénatrice du Morbihan (à partir de 2001), maire de La Croix-Helléan                                                            |
|                     | Micheline Rakotonirina             | PS          | 03 | - | Conseillère municipale de Vannes                                                                                               |
|                     | Serge Morin                        | PCF         | 04 | - | Adjoint au maire de Lorient |
|                     | Pierre Victoria                    | PS          | 05 | - | Adjoint au maire de Lorient (jusqu'en 2001)                                                                                    |
|                     | André Guillais                     | LV          | 06 | - | — |
|                     | Hervé Pellois                      | PS          | 10 | - | Maire de Saint-Avé, conseiller général de Vannes-Est (jusqu'en 2001) Remplace André Guillais, décédé, à partir de janvier 1999 |
|                     | Dominique Jeannès                  | LV          | 11 | - | — Remplace Hervé Pellois, élu conseiller général, à partir d'avril 2001                                                        |
|                     | Jean-Pierre Le Roch                | PS          | 07 | - | Maire de Pontivy |
|                     | Marie-Françoise Durand-Macudzinski | PCF         | 08 | - | — |
|                     | Robert Ulliac                      | PS          | 09 | - | Maire de Gourin (jusqu'en 2001) Remplace Marie-Françoise Durand-Macudzinski, décédée, à partir d'octobre 1998                  |
|                     | René-Marie Bouin                   | FN          | 01 | - | — |
|                     | Anne-Marie Kerléo                  | FN puis MNR | 02 | - | — |
| * Vice-président(e) |                                    |             |    |   | |

### 1992-1998
|                     | Joseph Kergueris * | UDF     | 01 | - | Conseiller général de Pluvigner et maire de Landévant                                    |
|                     | Célestin Blévin *  | RPR     | 02 | - | Conseiller général et maire de Grand-Champ                                               |
|                     | Loïc Bouvard       | UDF-CDS | 03 | - | Député du Morbihan                                                                       |
|                     | Yvonne Sauvet      | UDF-PR  | 04 | - | Conseillère générale de Vannes-Centre et 1re adjointe au maire de Vannes (jusqu'en 1995) |
|                     | Dominique Yvon     | RPR     | 05 | - | Conseiller général et maire de Groix                                                     |
|                     | Jean Le Lu         | RPR     | 06 | - | Conseiller général et maire de Cléguérec                                                 |
|                     | Paul Anselin       | UDF     | 07 | - | Conseiller général et maire de Ploërmel                                                  |
|                     | Joseph Lécuyer     | UDF-CDS | 08 | - | Maire de Pontivy                                                                         |
|                     | Pierre Victoria    | PS      | 01 | - | Député du Morbihan (jusqu'en 1993), adjoint au maire de Lorient                          |
|                     | Philippe Meyer     | PS      | 02 | - | Conseiller municipal de Vannes                                                           |
|                     | Jean Le Bec        | PS      | 03 | - | Conseiller général de Baud (jusqu'en 1994) et maire de Pluméliau                         |
|                     | Yves Rocher        | DVD     | 01 | - | Conseiller général et maire de La Gacilly                                                |
|                     | Jérôme Aymé        | DVD     | 02 | - | —                                                                                        |
|                     | Jacques de Rougé   | FN      | 01 | - | Maire de Trédion (jusqu'en 1995)                                                         |
|                     | André Guyomar      | FN      | 02 | - | —                                                                                        |
|                     | Patrice Le Borgnic | GÉ      | 01 | - | —                                                                                        |
|                     | Dominique Bourbao  | LV      | 01 | - | Adjointe au maire de Lorient                                                             |
|                     | Serge Morin        | PCF     | 01 | - | Adjoint au maire de Lorient                                                              |
| * Vice-président(e) |                    |         |    |   |                                                                                          |

### 1986-1992
|                     | Raymond Marcellin  | UDF-PR  | 01 | -          | Député du Morbihan, conseiller général de Sarzeau et président du conseil général              |
|                     | Georges Aubert     | RPR     | 11 | -          | Conseiller municipal d'Hennebont Remplace Raymond Marcellin, élu député, à partir de juin 1988 |
|                     | Loïc Bouvard       | UDF-CDS | 02 | -          | Député du Morbihan                                                                             |
|                     | Célestin Blévin    | RPR     | 03 | -          | Conseiller général et maire de Grand-Champ                                                     |
|                     | Dominique Yvon     | RPR     | 04 | -          | Conseiller général et maire de Groix (à partir de 1989)                                        |
|                     | Joseph Kergueris   | UDF     | 05 | -          | Conseiller général de Pluvigner et maire de Landévant                                          |
|                     | Yvonne Sauvet      | UDF-PR  | 06 | -          | Conseillère générale de Vannes-Centre et 1re adjointe au maire de Vannes                       |
|                     | Jean Le Lu         | RPR     | 07 | -          | Conseiller général et maire de Cléguérec                                                       |
|                     | Paul Anselin       | UDF     | 08 | -          | Conseiller général et maire de Ploërmel                                                        |
|                     | Joseph Lécuyer     | UDF-CDS | 09 | -          | Maire de Pontivy                                                                               |
|                     | Michel Guégan      | DVD     | 10 | -          | Conseiller général et municipal de Muzillac                                                    |
|                     | Philippe Meyer     | PS      | 01 | Socialiste | Conseiller municipal de Vannes                                                                 |
|                     | Jean-Paul Allio    | PS      | 02 | Socialiste | Adjoint au maire de Lorient (jusqu'en 1989)                                                    |
|                     | Jocelyne Letellier | PS      | 03 | Socialiste | Adjointe au maire d'Hennebont                                                                  |
|                     | Yves Guilloux      | PS      | 04 | Socialiste | Maire de Ploërdut                                                                              |
|                     | Patrick Badouel    | PS      | 05 | Socialiste | Conseiller municipal de Ploërmel                                                               |
|                     | Michel Paboeuf     | PS      | 06 | Socialiste | Maire de Théhillac                                                                             |
|                     | Jacques Branellec  | FN      | 01 | -          | Conseiller municipal de Pont-Scorff                                                            |
|                     | Serge Morin        | PCF     | 01 | -          | Adjoint au maire de Lorient                                                                    |
| * Vice-président(e) |                    |         |    |            |                                                                                                |